# Steven Kilston
Steven Kilston (* 1944) ist ein US-amerikanischer Astronom.
Kilston erwarb 1965 den Bachelor of Arts in Astronomie an der Harvard University und seinen Doktorgrad im gleichen Fach an der University of California in Los Angeles im Jahre 1973.
Im Jahre 1966 entdeckte er den Kometen C/1966 P1, der seinen Namen erhielt.
Später arbeitete er als Raumfahrtsystem-Ingenieur bei Hughes Aircraft und an den Lockheed Palo Alto Forschungs-Laboratorien. Gleichzeitig war er Chef-Entwickler des IKONOS-Systems. Zuletzt war er für die Firma Ball Aerospace tätig.